# Universitate publică

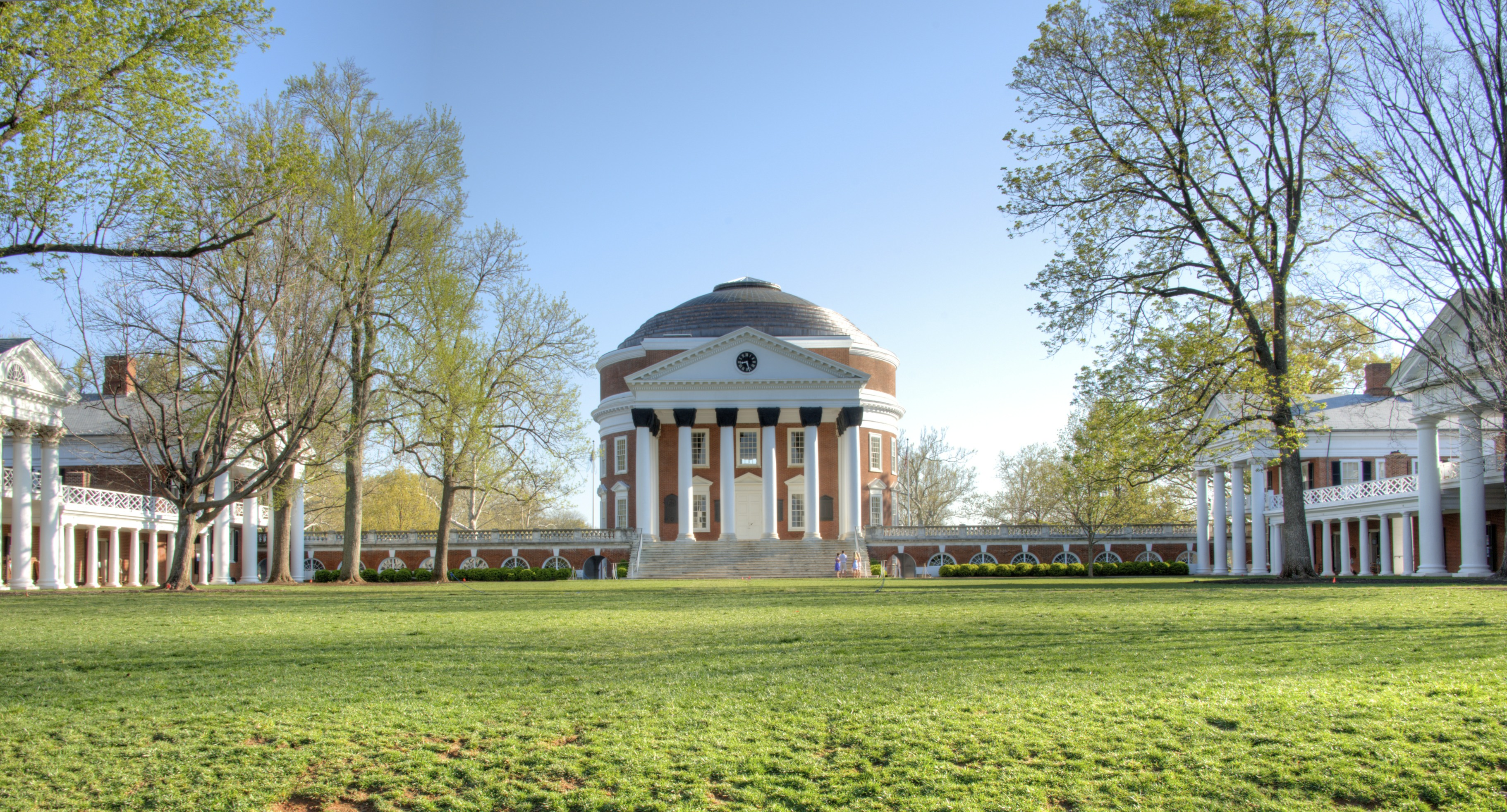
Universitatea din Virginia, o universitate publică din Statele Unite ale Americii

Universitate publică sau colegiu public este o universitate sau un colegiu care este în proprietatea statului sau care primește fonduri publice semnificative printr-un guvern național sau subnațional, spre deosebire de o universitate privată. Dacă o universitate națională este considerată publică, variază de la o țară (sau regiune) la alta, în mare măsură în funcție de peisajul educațional specific.